# レイトン教授と超文明Aの遺産
『レイトン教授と超文明Aの遺産』（レイトンきょうじゅとちょうぶんめいエーのいさん）は、レベルファイブから2013年2月28日に発売されたニンテンドー3DS向けアドベンチャーゲーム。レイトン教授シリーズの第2シリーズ第3弾であり、レイトン教授シリーズの完結編。キャッチコピーは「ナゾトキ×世界旅行」。

## ストーリー
前作「奇跡の仮面」より1年後。レイトン教授の元に1通の不思議な手紙が届けられた。考古学者フォスター・サーハイマンからの雪の町・スノーラで発見した「生きているミイラ」の調査依頼の手紙に心魅かれたレイトン一行はスノーラの洞窟の中で百万年以上前からある氷の中で眠る少女を発見。それが新たなナゾトキと世界を駆ける冒険の始まりだった。

## 登場キャラクター
レイトン教授（エルシャール・レイトン）
声：大泉洋
ロンドンにあるグレッセンヘラーカレッジ考古学教授。ナゾに深い造詣があり、不思議研究の第一人者でもある。今回の旅で自身に隠された過去を知ることになる。
ルーク少年（ルーク・トライトン）
声：堀北真希
11歳の英国少年。動物と自在に話せる能力を持つ。
レミ・アルタワ
声：相武紗季
レイトン教授の助手。格闘技が得意で写真撮影が趣味。
フォスター・サーハイマン
声：渡部篤郎
考古学の権威と言われるほどの考古学者。雪の町・スノーラで「生きているミイラ」を発見したとレイトンに手紙を寄せる。学者になる前に出会ったレイトンの父母に返しきれない恩があるらしい。若く見えるがレイトンより年上。
レイモンド
声：松岡文雄
サーハイマンの執事。執事として一通りの事をこなす他に飛行船の操縦もできる。デスコールと共にいる執事とよく似ているが詳細は不明。
アーリア
声：忽那汐里
スノーラの洞窟で氷漬けになっているところを発見された謎の少女。記憶を失っている。
デスコール
声：渡部篤郎
仮面をかぶった謎の科学者。レイトン教授と深い関係があるらしい。
ブロネフ・ライネル
声：市村正親
謎の集団「タージェント」の首領。レイトン教授とデスコールのことをよく知っている。

## ナゾ
今作で出されるナゾは「レイトン教授からの挑戦状」を入れると全165問。日刊ナゾ通信は前作「奇跡の仮面」の20個のカテゴリーが埋まるのに日数がかかる問題点を踏まえ、最初から各カテゴリーに一問ずつ出題されている20問と連動特典の日刊ナゾ通信+の20問、配信される365問を追加した過去最多の全570問のナゾが出題される。

## 主題歌
- 『Surely Someday』（Sony Music Records Inc.）
作詞・歌：福原美穂 作曲：西浦智仁